# Oskar Zawada
Oskar Zawada (Olsztyn, 1º febbraio 1996) è un calciatore polacco, attaccante dell'RKC Waalwijk.

## Carriera

### Club
Arrivato al Wolfsburg nel 2012, il 1º febbraio 2016 viene ceduto in prestito al Twente. Rientrato al club tedesco, Il 26 gennaio 2017 passa al Karlsruhe, con cui firma fino al 2019. Il 27 dicembre seguente si trasferisce al Wisła Płock, facendo così ritorno in Polonia dopo cinque anni.

### Nazionale
Ha giocato numerose partite con le varie nazionali giovanili polacche.

## Statistiche

### Presenze e reti nei club
Statistiche aggiornate al 30 settembre 2018.
| Stagione            | Squadra             | Campionato          | Campionato | Campionato | Coppe nazionali | Coppe nazionali | Coppe nazionali | Coppe continentali | Coppe continentali | Coppe continentali | Altre coppe | Altre coppe | Altre coppe | Totale | Totale |
| Stagione            | Squadra             | Comp                | Pres       | Reti       | Comp            | Pres            | Reti            | Comp               | Pres               | Reti               | Comp        | Pres        | Reti        | Pres   | Reti   |
| ------------------- | ------------------- | ------------------- | ---------- | ---------- | --------------- | --------------- | --------------- | ------------------ | ------------------ | ------------------ | ----------- | ----------- | ----------- | ------ | ------ |
| apr. 2014           | Wolfsburg II        | RL                  | 1          | 0          | -               | -               | -               | -                  | -                  | -                  | -           | -           | -           | 1      | 0      |
| 2014-2015           | Wolfsburg II        | RL                  | 8          | 1          | -               | -               | -               | -                  | -                  | -                  | -           | -           | -           | 8      | 1      |
| 2015-feb. 2016      | Wolfsburg II        | RL                  | 4          | 2          | -               | -               | -               | -                  | -                  | -                  | -           | -           | -           | 4      | 2      |
| feb.-giu. 2016      | Twente              | E                   | 11         | 0          | CO              | -               | -               | -                  | -                  | -                  | -           | -           | -           | 11     | 0      |
| 2016-gen. 2017      | Wolfsburg II        | RL                  | 10         | 0          | -               | -               | -               | -                  | -                  | -                  | -           | -           | -           | 10     | 0      |
| Totale Wolfsburg II | Totale Wolfsburg II | Totale Wolfsburg II | 23         | 3          |                 | -               | -               |                    | -                  | -                  |             | -           | -           | 23     | 3      |
| gen.-giu. 2017      | Karlsruhe           | ZL                  | 8          | 2          | CG              | -               | -               | -                  | -                  | -                  | -           | -           | -           | 8      | 2      |
| 2017-gen. 2018      | Karlsruhe           | 3.L                 | 6          | 0          | CG              | 1               | 0               | -                  | -                  | -                  | -           | -           | -           | 7      | 0      |
| Totale Karlsruhe    | Totale Karlsruhe    | Totale Karlsruhe    | 14         | 2          |                 | 1               | 0               |                    | -                  | -                  |             | -           | -           | 15     | 2      |
| gen.-giu. 2018      | Wisła Płock         | E                   | 9          | 0          | CP              | -               | -               | -                  | -                  | -                  | -           | -           | -           | 9      | 0      |
| 2018-2019           | Wisła Płock         | E                   | 5          | 0          | CP              | 1               | 0               | -                  | -                  | -                  | -           | -           | -           | 6      | 0      |
| Totale Wisła Płock  | Totale Wisła Płock  | Totale Wisła Płock  | 14         | 0          |                 | 1               | 0               |                    | -                  | -                  |             | -           | -           | 15     | 0      |
| Totale carriera     | Totale carriera     | Totale carriera     | 62         | 5          |                 | 2               | 0               |                    | -                  | -                  |             | -           | -           | 64     | 5      |